# تي في آر سيربيرا سبيد 12
تي في آر سيربيرا سبيد 12 (بالإنجليزية: TVR Cerbera Speed 12)‏ هي سيارة من تصنيع شركة تي في آر.